# Quik the Thunder Rabbit
Quik the Thunder Rabbit est un jeu vidéo de plateforme à défilement latéral, développé par Stywox et édité par Titus France, sorti sur Amiga et Amiga CD32 en 1994,.